# Benediktinerinnenkloster Augsburg
Das Benediktinerinnenkloster Augsburg (Patrozinium St. Nikolaus) war ein Kloster der Benediktinerinnen in Augsburg. Es befand sich im Südosten der Stadt außerhalb der Befestigung (sogenanntes Grieß). Das Kloster bestand aus einem Haus mit Hofstatt sowie der St. Nikolaus-Kapelle und wurde im Jahr 1262 von der Abtei der Benediktiner zu St. Ulrich und Afra an eine Gruppe frommer Frauen übergeben. Diese richteten sich aus Dankbarkeit für die Schenkung nach den Regeln des heiligen Benedikt. In den Jahren 1442 und 1443 erfolgte eine Erneuerung durch das Kloster St. Ulrich und Afra. Das Kloster spaltete sich 1487 von St. Ulrich und Afra ab, um mehr Selbständigkeit zu erhalten. Dieser Schritt erleichterte 1537 die Aufhebung durch den Rat während der Reformation.
Die genaue Lage des Klosters ist nicht bekannt, es sind keinerlei Überreste vorhanden. Die Armensiedlung am Grieß, in dem auch das Kloster lag, befand sich ungefähr zwischen Rotem Tor und Schwibbogentor außerhalb der Stadtmauer.